# Berkeley Lake
Berkeley Lake – miasto w Stanach Zjednoczonych, w stanie Georgia, w hrabstwie Gwinnett.